# Bolyai János szülőháza
Bolyai János szülőháza Kolozsvár belvárosában található a főtérhez közel, a Deák Ferenc és a Bolyai utca sarkán. Az emeletes épület ma műemlék (besorolása: CJ-II-m-B-07278).

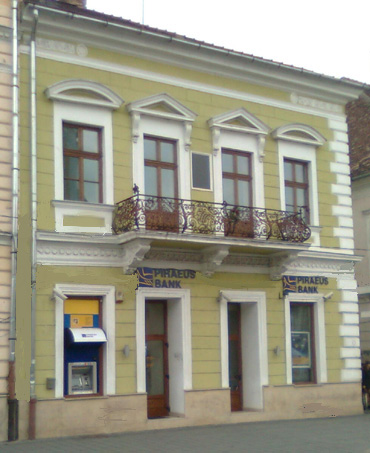
Bolyai János szülőháza az 1903-ban elhelyezett fekete márványtáblával

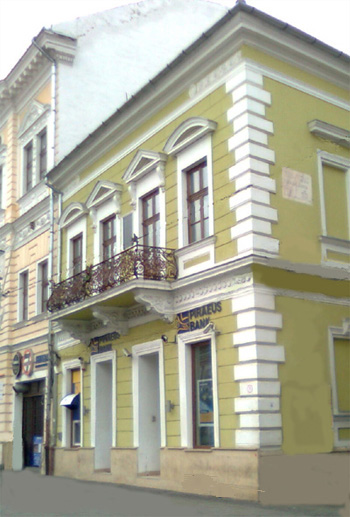
Bolyai János szülőháza az 1952-ben elhelyezett fehér márványtáblával

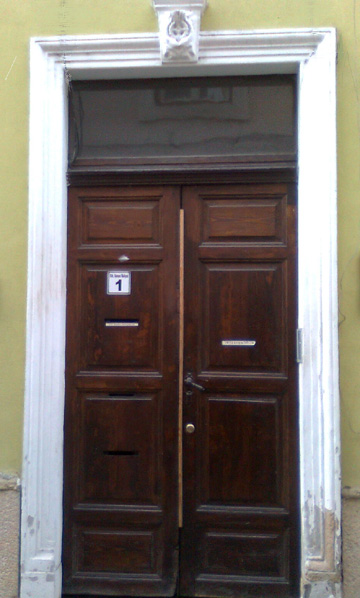
Bolyai János szülőházának Bolyai utcai bejárata

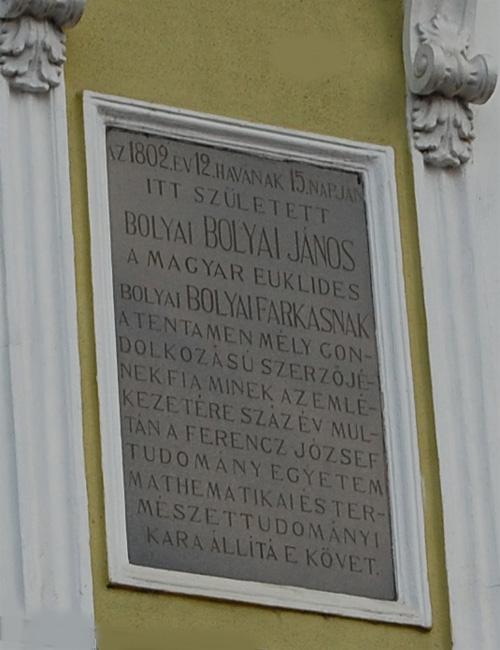
1903-as emléktábla a főhomlokzaton

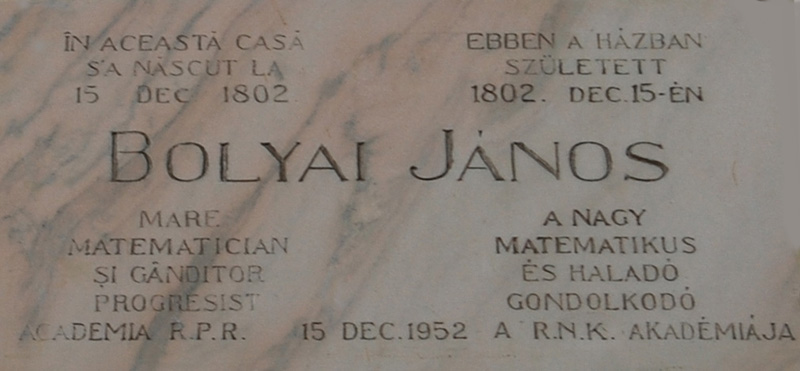
1952-es emléktábla a Bolyai utcai falon

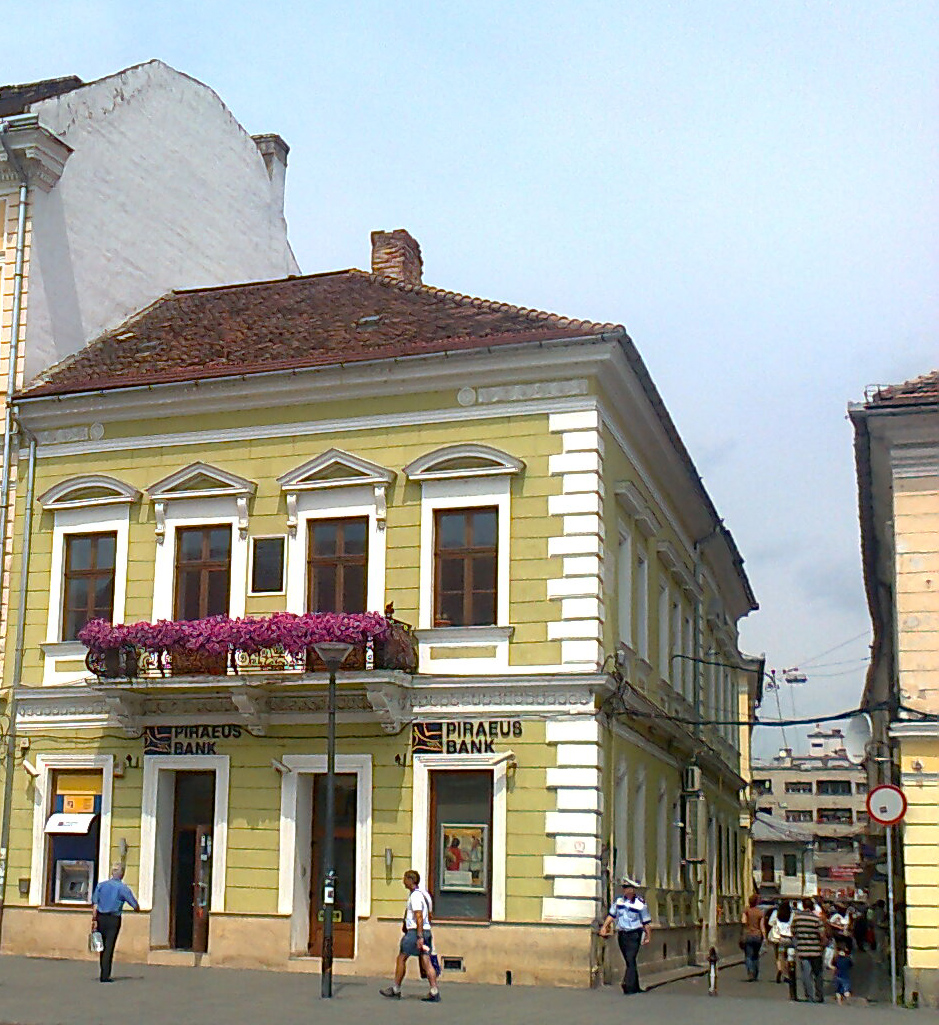
A szülőház nyáron

## A szülőház története
A ház, ahol Bolyai János 1802. december 15-én este 9 órakor meglátta a napvilágot, Kolozsvár belvárosában található az akkori Bel-Közép (ma Hősök, azelőtt Deák Ferenc/Dr. Petru Groza) és Tivoli (ma Bolyai János) utcák találkozásánál, a nyugati sarkon. A műemlékház a CJ-II-m-B-07278 sorszámon a Bolyai utca 1. sz. alatt van nyilvántartva, eredetileg csak innen volt bejárat, mára már ajtókat vágtak a déli oldalán is. Keletkezéséről a műemléki nyilvántartás csak annyit jegyez meg, hogy a XV-XIX. század között épült.
Akkor a ház Benkő József kirurgus (azaz borbély) és neje, Bachmann Julianna tulajdona volt, akik Bolyai János anyai nagyszülei.
„A sikátor felőli ablakain finom, vonalas díszítés látható, az ablakszemöldök középen kiugró, csigaszerű díszítéssel. A főhomlokzat ablakai is ilyenek lehettek eredetileg. A kovácsoltvas erkély a Bánffy-palota griffes erkélyét juttatja eszünkbe.” (Sas Péter)
Az épület valamikor volt a Vályi Gábor (1844–1926) egyetemi tanár (Vályi Gyula matematikus testvérbátyja) tulajdona is. A saroküzletben egykor porcelánkészleteket árultak. 1903-ban, mikor az első emléktáblát elhelyezték az épületen, a Kereskedő Társulaté volt. Az 1990-es években a földszinten bank volt, az emeleten pedig ügyvédi iroda.
János születésekor a kis sikátorutca neve Tivoli utca volt, majd 1909-től lett Bolyai utca. Az első világháború utáni hatalomváltáskor Alexandru Vlahuţa román költőről nevezték el, és 1940-től újra Bolyai utca (ma Bolyai János utca).

## A szülőház felkutatása
Bolyai János szülőháza a 20. század elején ismeretlen volt, a közelgő százéves évforduló kapcsán Schlesinger Lajos egyetemi tanár kutatta fel.
„A kérdéses ház felkutatására az első ‘támpontot’ Bolyai Farkas 1802. szeptember 11-én Domáldról kelt, Gausshoz intézett levele szolgáltatta, melyben a címet így adja: «Meine Adresse: Mr. Wolfg. Bolyai, Bodor Pál urnal p. a belso közép utczában.»
A következő leveleken is ez a cím szerepel 1804. szeptember 16-ig, amikor Farkas közli a marosvásárhelyi címét. Valószínűnek látszott, hogy Bolyaiék kolozsvári tartózkodása alatt, vagyis 1802 őszétől 1803 tavaszáig, a Belközép utcai Bodor-féle házban laktak, és János ebben a házban látott napvilágot. Több megbízható kolozsvári lakos (ezek közt Bodor László királyi ítélőtáblai bíró, Bodor Pál unokája), valamint Bolyai Farkas Bodor Pálhoz intézett és Bodor Pál hátrahagyott irattárában őrzött levelének tanúsága szerint azonban Bolyai Farkasné (Benkő Zsuzsanna) szüleinek saját házuk volt. Ezt a házat Farkas anyósa, özvegy Benkő Józsefné megbízásából Bodor Pál 1816-ban nyilvános árverésen eladta Szenkovits Jakabnak. Schlesinger arra a következtetésre jutott, hogy Bolyaiék kolozsvári tartózkodásuk idején nem Bodor Pál házában, hanem a szintén a Belközép utcában fekvő és Benkő József tulajdonát képező házban laktak. Hogy Bolyai Farkas leveleit kolozsvári tartózkodása idején, éppen úgy, mint mikor még Domáldon lakott, Bodor Pál barátjához címeztette, egyszerűen azzal magyarázható, hogy szükségtelennek látta Gausst rövid időre címváltozással megterhelni, mivel kolozsvári lakása a Bodor Pál lakásához oly közel volt, hogy az oda érkezett levelekhez időveszteség nélkül hozzájuthatott. A Bolyai–Bodor levelek alapján Schlesinger kizárásos alapon megállapítja: «Marad tehát mint egyértékűleg meghatározott ház a Tivoli és Belközép utca főtér felőli sarkán fekvő, jelenleg a kereskedő társulat birtokában levő ház, mely, mivel csak a Tivoli utca felől bír bejárattal, Deák Ferenc utcai számot nem visel, hanem Tivoli utcai 1. számot... E szerint tehát bebizonyítottnak tekinthető, hogy a jelenleg Tivoli utcai 1. számú ház Bolyai János szülőháza.»” (Kolumbán József)
Ez egybeesik azzal, amit Bolyai János írt egy később megtalált kéziratában:
„Anyai nagyatyám apja Bachman András, kolozsvári gombkötő. Egyik ősöm anyai ágról nagycsűri szász pap volt, és így bennem szász vér is van s egész életemen által állhatatosan folytatott működésem valóban eddig inkább a szásznak volt tulajdona, a magyar tűz ezelőtt – illő kivétellel – atyámtól is gyakran hasonlítván a szalmatűzhöz. Anyai nagyanyám háza Kolozsvárt a Közép-utcában, a minoritákkal átellenben, a sikátor szegeletjén, báró Alvinciné házának szomszédságában volt. Egyemeletes derék ház; emeletén lakott az Országos Építészet igazgatója; végül egy örmény vette meg.”

## Emléktáblák a szülőházon
Bolyai János születésének 100. évfordulóját 1903. január 15-én ünnepelték 1902. december 15. helyett, tekintettel arra, hogy a távolból meghívandó vendégeknek nehéz lett volna a december közepi utazás. Ekkor helyezték el az első emléktáblát a ház déli oldalán az erkély fölött.
„A helyszínen Dr. Farkas Gyula, a mathematikai és természettudományi kar dékánja Salamon Antal városi tanácsoshoz, mint Kolozsvár városa tanácsának kiküldöttéhez a következő beszédet intézte:
Tekintetes Tanácsos Úr!

A magyar királyi Ferencz József Tudományegyetem mathematikai és természettudományi kara már ezelőtt 3 évvel elhatározta, hogy Bolyai János szülőházát felkutatja és emléktáblával jelöli meg. Kutatásában nemes Városunk tekintetes Tanácsa is támogatta.
Az első nyomok más házhoz vezettek, amely a Deák Ferenc utca túlsó oldalán Betegh Bálint birtokos tulajdona. Bolyai János születésekor Bodor Pálnak, az erdélyi cassa provinciális ellenőrének a háza állott ott.
Azonban egyik tanártársam megállapította, hogy ebben a házban született Bolyai Jánosunk, amely jelenleg a helybeli kiváltságos Kereskedő Társulaté, akkor pedig Bolyai János anyai nagyatyjának, Benkő Józsefnek a birtokában volt.
Ennek a kiderítése után a Kereskedő Társulat igen szíves engedelméből, az emléktábla fölállítását azonnal foganatosította a kar.
A táblán Bolyai Jánost a magyar Euklidesnek mondja, mert geometriának az alkotó mestere volt, mint Euklides. Atyját Bolyai Farkast is megnevezzük a táblán, mert mint a Tentamen mély gondolkozású szerzője, megérdemli ezt, mihez járul, hogy atya volt ő János mathematikai tehetségének fejlesztésében is.
Abban a biztos tudatban fordulok most a tekintetes Tanácsos úrhoz, hogy Kolozsvár szabad királyi város érdemes közönsége Bolyai János itt születésének emlékét mindig becses kincse gyanánt fogja őrizni s kérem, hogy az emlékkövet a tekintetes városi hatóság oltalmába fogadni méltóztassék.
Salamon Antal lelkes szavak kíséretében fogadta az emléktáblát a város oltalmába, ígérve, hogy a város a legnagyobb kegyelettel fogja megőrizni.”
Az elhelyezett fekete márványtábla szövege:
AZ 1802 ÉV 12 HAVÁNAK 15 NAPJÁN ITT SZÜLETETT BOLYAI BOLYAI JÁNOS A MAGYAR EUKLIDES, BOLYAI BOLYAI FARKASNAK A TENTAMEN MÉLY GONDOLKODÁSÚ SZERZŐJÉNEK FIA MINEK AZ EMLÉKEZETÉRE SZÁZ ÉV MÚLTÁN A FERENCZ JÓZSEF TUDOMÁNYEGYETEM MATHEMATIKAI ÉS TERMÉSZETTUDOMÁNYI KARA ÁLLÍTÁ E KÖVET
1952-ben, Bolyai János születésének 150. évfordulóján, a Bolyai utcai felőli falra kétnyelvű fehér márványlap került. A román nyelvű szöveg a tábla bal oldalán:
ÎN ACEASTĂ CASĂ S'A NASCUT LA 15 DEC. 1802 BOLYAI JÁNOS MARE MATEMATICIAN ŞI GÂNDITOR PROGRESIST. ACADEMIA R(epublicii). P(opulare). R(omâne).
A magyar nyelvű szöveg a tábla jobb oldalán:
EBBEN A HÁZBAN SZÜLETETT 1802. DEC. 15-ÉN BOLYAI JÁNOS A NAGY MATEMATIKUS ÉS HALADÓ GONDOLKODÓ. A R(omán). N(ép). K(öztársaság). AKADÉMIÁJA
A tábla közepén alul: 15. DEC. 1952.